# Seleção Tanzaniana de Voleibol Masculino
A seleção tanzaniana de voleibol masculino é uma equipe do continente africano, composta pelos melhores jogadores de voleibol da Tanzânia. É mantida pela Associação Tanzaniana de Voleibol (TAVA). Encontra-se na 220ª posição do ranking mundial da FIVB segundo dados de setembro de 2021.